# Павловський повіт (Воронезька губернія)
Павловський повіт — історична адміністративно-територіальна одиниця в складі Воронезького намісництва й Воронезької губернії, що існувала у 1779–1924 роках. Повітове місто — Павловськ.

## Географічне положення
Повіт розташовувався в історичній області Слобідська Україна, у центрі Воронезької губернії.
Площа повіту в 1897 році становила 3694,4 верст² (4 204 км²).

## Населення
За даними перепису 1897 року в повіті мешкало 157 365 осіб (77 574 чоловіки та 79 615 — жінок). За національним складом: росіяни — 57,8%, українці — 42,0%. У повітовому місті Павловськ мешкало 7202 особи.

## Історія
Повіт утворено 1779 року у складі Воронезького намісництва. 1796 року намісництво перетворено на Воронезьку губернію.
Декретом від 12 травня 1923 повіт скасовано, територія розподілена між Бобровським і Богучарським повітами.

## Адміністративний поділ
На 1913 рік повіт поділявся на 20 волостей:
| - Александровська, - Александровсько-Донська, - Буйловська, - Верхнє-Мамонська, - Воронцовська, | - Гавриловська, - Гвазданська, - Гнілушинська, - Гороховська, - Журавська, | - Казинська, - Клєповська, - Лівенська, - Лосєвська, - Михайловська, | - Нижнє-Мамонська, - Петровська, - Семеновська, - Солонецька, - Шестаковська. |